# Зайцево (Тальменський район)
За́йцево (рос. Зайцево) — село у складі Тальменського району Алтайського краю, Росія. Адміністративний центр та єдиний населений пункт Зайцевської сільської ради.

## Населення
Населення — 723 особи (2010; 845 у 2002).
Національний склад (станом на 2002 рік):
- росіяни — 78 %